# Suzie Azar
Suzie Azar (nascuda com Suzanne Schmeck l'any 1946) és una política i aviadora estatunidenca. Azar va ser el primer alcalde de sexe femení d'El Paso, Texas. Azar viu a Central El Paso. També és instructora de vol i propietària d'una operadora de base fixa i una escola de vol; i és membrer de l'organització de dones pilot anomenada Ninety-Nines: International Organization of Women Pilots. Azar ha sigut admesa a El Paso Women's Hall of Fame.

## Biografia
Azar va nàixer a Bay City, Michigan l'any 1946 i quan era jove va ser membre de la Civil Air Patrol. Es va traslladar a El Paso en 1970 i assistí a la Universitat de Texas a El Paso (UTEP).
Azar jurà el càrrec per al lloc com a alcaldessa d'El Paso en 1989 després de vèncer contra el seu rival Ed Elsey. Durant la seua campanya, un rival seu es va referir a ella com una «animadora esportiva», i Azar va convertir el pretès insult «[en res] al seu benefici, fent campanya amb burles i dient d'ella mateixa que era una animadora descarada d'El Paso». Ella guanyà la campanya per a ser alcaldessa amb una majoria de vots del 65%.